# Tito Larcio
Tito Larcio  fue un político y militar romano de los siglos VI y V a. C. perteneciente a la gens Larcia.

## Familia ycognomen
Larcio fue hermano del consular Espurio Larcio. Las fuentes clásicas no se ponen de acuerdo en cuál fue su cognomen dando unas «Flavo» y otras «Rufo».

## Carrera pública
Fue elegido para desempeñar el consulado en los años 501 y 498 a. C. Durante este, sitió y tomó la ciudad de Fidenas y fue escogido por el Senado para ocupar la dictadura, siendo el primero en desempeñar este cargo. Como dictador, celebró un censo de ciudadanos, resolvió las querellas entre romanos y latinos y presidió los comicios consulares, tras lo cual, y antes de que expirara su mandato, dimitió.
En el año 493 a. C. fue uno de los embajadores enviados por el Senado para tratar con la plebe en el monte Sacro y fue legado del cónsul Póstumo Cominio Aurunco durante el sitio de Corioli.